# Centennial (serie de televisión)
Centennial (Centenario), es una serie del género épico estadounidense para la televisión que incluye un gran elenco de artistas, está basada en la novela homónima épica de James A. Michener. Fue emitida entre 1978 y 1979 y está basada en la conquista del Oeste estadounidense, describiendo las vivencias de una generación de exploradores y sus vástagos que contribuyeron con sus vivencias a poblar la llamada frontera. Abarca cronológicamente desde 1795 hasta 1970 iniciándose en las inmediaciones de St. Louis.

## Argumento
La serie se inicia describiendo someramente la formación del continente americano y sus habitantes para pasar a 1795 cuando el arriesgado explorador y trampero francés Pasquinel comercia con los indios arapahos a su paso por las tierras de Colorado para obtener pieles de castor. No tiene tanta suerte cuando se encuentra con los indios pawnees, quienes por sus pieles le meten, por pago, una flecha en la espalda, casi fallece cuando es salvado por indios cheyenes y se obliga a retirarse un tiempo a St.Louis donde conoce a Lise Bockweiss, una bella mujer blanca y más tarde cuando vuelva a las praderas conoce a Clay, una hermosa princesa india con quien engendrará dos hijos mestizos.
Pasquinel, cuyos descendientes mestizos y blancos serán entonces el centro de la narración. Sus protagonistas y descendientes conformarán la comunidad del pueblo de Centennial, un pueblo (ficticio) de Colorado cuyas vivencias se correlacionaran con la historia de la expansión de la frontera estadounidense.

## Episodios
La serie cuenta con 12 capítulos de aprox. 120 min. cada uno:
1. Only The Rocks Live Forever (10/01/1978) (180 min.).
2. The Yellow Apron (10/08/1978) (120 min.).
3. The Wagon And The Elephant (10/28/1978) (120 min.).
4. For As Long As The Water Flows (11/04/1978) (120 min.).
5. The Massacre (11/11/1978) (120 min.).
6. The Longhorns (12/03/1978) (120 min.).
7. The Shepherds (12/10/1978) (120 min.).
8. The Storm (1/14/1979) (120 min.).
9. The Crime (1/21/1979) (120 min.).
10. The Winds Of Fortune (1/28/1979) (120 min.).
11. The Winds Of Death (2/03/1979) (120 min.).
12. The Scream Of Eagles (2/04/1979) (180 min.).

## Elenco (parcial)
- Raymond Burr ... Herman Bockweiss
- Barbara Carrera ... Clay Basket
- Richard Chamberlain ... Alexander McKeag
- Robert Conrad ... Pasquinel
- Richard Crenna ... Coronel Frank Skimmerhorn
- Chad Everett ... Mayor Maxwell Mercy
- Alex Karras ... Hans Brumbaugh
- Brian Keith ... Sheriff Axel Dumire
- Sally Kellerman ... Lise Bockweiss
- Donald Pleasence ... Sam Purchas
- Lynn Redgrave ... Charlotte Buckland Seccombe
- Dennis Weaver ... R.J. Poteet
- Stephen McHattie ... Jacques 'Jake' Pasquinel
- William Atherton ... Jim Lloyd
- Timothy Dalton ... Oliver Seccombe
- Cliff De Young ... John Skimmerhorn
- Andy Griffith ... Profesor Lewis Vernor
- Gregory Harrison ... Levi Zendt
- David Janssen ... Paul Garrett
- Lois Nettleton ... Maude Wendell
- Cristina Raines ... Lucinda McKeag Zendt
- Robert Vaughn ... Morgan Wendell
- Anthony Zerbe ... Mervin Wendell

## Premios
- Globos de Oro:
  - Mejor serie dramática (Nominada).
  - Mejor actor en serie dramática: Richard Chamberlain (Nominado).

- Premios Emmy.
  - Mejor dirección artística (Nominada).
  - Mejor Montaje: Robert Watts (Nominado).[2]